# Kirk Furey
Kirk Furey (* 28. Januar 1976 in Antigonish, Nova Scotia) ist ein ehemaliger kanadischer Eishockeyspieler und heutiger -trainer, der über viele Jahre für den EC KAC in der Österreichischen Eishockey-Liga spielte. Seit 2023 ist er Cheftrainer des EC KAC.

## Karriere
Erst als 25-Jähriger bekam Kirk Furey seinen ersten Profivertrag von Atlantic City Boardwalk Bullies aus der East Coast Hockey League. Zuvor verbrachte er drei Jahre bei den Owen Sound Platers in der Ontario Hockey League, drei weitere im Team der Acadia University. In der zweiten Saison bei Atlantic-City konnte er seinen bisher größten sportlichen Erfolg feiern, als sein Team den Kelly Cup gewann. Auch er konnte überzeugen, weshalb ihn die Philadelphia Phantoms verpflichteten, für die er in 94 AHL-Spielen neun Tore erzielte. In der Saison 2004/05 gab er dann für die Kassel Huskies sein DEL-Debüt, das als sportlicher Absteiger endete. Furey war punktbester Verteidiger im Team. Zwischen 2005 und 2007 spielte er für die Iserlohn Roosters, wo er trotz privater Probleme nach dem Schlaganfall seines Vaters punktbester Abwehrspieler war. Nach zwei Jahren am Seilersee gab er seinen Wechsel zum österreichischen Rekordmeister EC KAC bekannt. In der Saison 2008/09 gewann er mit seinem Team die Österreichische Meisterschaft. In der Saison 2012/13 gewann er erneut mit den KAC die  Österreichische Meisterschaft.
Im April 2015 beendete er seine Karriere und wurde Assistenztrainer von Doug Mason. Zur Saison 2016/17 wurde er Trainer im Nachwuchsbereich des EC KAC und betreute ab 2018 das EC KAC Future Team aus der Alps Hockey League.
Zur Saison 2023/24 wurde er zusammen mit David Fischer zum Trainerteam der Profimannschaft aus der ICEHL befördert.

## Erfolge und Auszeichnungen
- 2003 Kelly-Cup-Gewinn mit den Atlantic City Boardwalk Bullies
- 2009 Österreichischer Meister mit dem EC KAC
- 2013 Österreichischer Meister mit dem EC KAC

## Karrierestatistik
(Legende zur Spielerstatistik: Sp oder GP = absolvierte Spiele; T oder G = erzielte Tore; V oder A = erzielte Assists; Pkt oder Pts = erzielte Scorerpunkte; SM oder PIM = erhaltene Strafminuten; +/− = Plus/Minus-Bilanz; PP = erzielte Überzahltore; SH = erzielte Unterzahltore; GW = erzielte Siegtore; 1 Play-downs/Relegation; Kursiv: Statistik nicht vollständig)